# Région économique de Guba-Khatchmaz
La région économique de Guba-Khatchmaz est l'une des quatorze régions économiques de l'Azerbaïdjan. Elle comprend les raïons de Chabran, Guba, Gusar, Khatchmaz et Siyazan.

## Histoire
La région économique a été créée par le décret du président de l'Azerbaïdjan du 7 juillet 2021 « sur la nouvelle division des régions économiques de la république d'Azerbaïdjan ».

## Géographie
Elle s'étend à l'extrémité nord-est du pays, est bordée par la mer Caspienne et frontalière de la Russie. La superficie totale de la région économique est de 7 660 km2, soit 8,8 % du territoire national. C'est le seul territoire et la seule région d'Azerbaïdjan entièrement situé en Europe. 

## Démographie
Le nombre d'habitants s'élève à 527 700, soit 5,5 % de la population du pays.

## Économie
La base de l'économie de la région est l'agriculture. Le raisin est cultivé dans les raïons de Chabran, Khatchmaz et Siyazan, les pommes de terre à Gusar. L'élevage de bétail est développé dans les plaines et l'élevage ovin est développé dans les montagnes.
La production de pétrole et de gaz, les centrales électriques et le traitement de la ferraille sont à la base de l'industrie lourde de la région.

## Ressources naturelles
Les ressources naturelles de la région économique comprennent le pétrole, le gaz naturel, le gravier, le sable, le schiste inflammable, l'argile et les ressources en eau. 
Les forêts couvrent 10 à 11 % du territoire de la région.